# Oxandra panamensis
Oxandra panamensis är en kirimojaväxtart som beskrevs av Robert Elias Fries. Oxandra panamensis ingår i släktet Oxandra och familjen kirimojaväxter. Inga underarter finns listade i Catalogue of Life.